# ガレージ・デイズ
ガレージ・デイズ（英：Garage Days）は、2002年のオーストラリアの映画作品。日本ではビデオスルーとしてDVDが発売された。

## あらすじ
音楽の世界で有名になることを夢見るフレディは、彼の恋人でベースのターニャ、ドラッグ中毒のドラム、ルーシー、引きこもり系のギター、ジョーと共に活動するが、いつも小さなバーでしか歌えない彼らは自分たちをプロデュースしてもらおうと敏腕マネージャーを見つけるため奔走する。

## キャスト
- フレディ（ヴォーカル）：キック・ガリー
- ケイト：マヤ・スタンジ
- ターニャ（ベース、フレディの恋人）：ピア・ミランダ
- ジョー（ギター）：ブレット・スティラー
- ルーシー：クリス・サドリナ
- ブルーノ：ラッセル・ダイクストラ
- ケヴィン：アンディ・アンダーソン
- シェイド・カーン：マートン・ソーカス
- アンジー：イヴェット・ダンカン

## 評価
Rotten Tomatoesでは52の批評家からのレビューに基づいて、44％がこの作品に肯定的な評価を与えた。また、Metacriticでは、19件のレビューに基づいて平均50点のスコアを得ている。